# Sonic Riders
Sonic Riders es un videojuego desarrollado por Sonic Team y distribuido por Sega (en Europa en 2006 para las consolas PlayStation 2, GameCube y Xbox y en sistemas Windows. Este juego es el primero de la serie Sonic para las consolas de 128-bits dedicado de manera completa a las carreras.
Dado a la buena recepción del juego, llegó a tener dos secuelas, Sonic Riders: Zero Gravity de 2008 para Wii y PlayStation 2 y Sonic Free Riders de 2010 para el accesorio Kinect de Xbox 360.

## Arcos del juego

### Heroes
Una Noche En Metal City, Sonic, Tails y Knuckles buscan la señal de una Esmeralda Caos, pierde la señal, por lo que investigan más a fondo que es lo que ocurre, en ese instante tres ladrones (Jet the Hawk, Wave the Swallow y Storm the Albatross) saltan a escena, Tails advierte a Sonic que la esmeralda la tienen ellos. Saliendo a su persecución Sonic es fácilmente evitado por los ladrones, excepto Storm que es derribado por Knuckles y al caer de la tabla Tails nota que la tabla tiene una insignia que reconoce al mirarla. Sonic toma la tabla del ladrón (quien ayudado por Wave sigue huyendo) y persigue al líder llegando a alcanzarlo, el ladrón cuando vio la maniobra que hizo Sonic le dijo: "No está mal", pero de pronto derrota a Sonic, y se aleja diciendo con tono despectivo: "¿No decías qué ERAS el más rápido del mundo?". Sonic, Tails Y Knuckles los miran alejarse con la Esmeralda Caos en manos.
Al día siguiente, Eggman informa a toda la gente de Metal City que se ha organizado un nuevo torneo llamado "EX World Grand Prix" acerca de los Extreme Gears y curiosamente los tres ladrones se inscriben, aceptando el reto del torneo, el equipo se inscribe y compiten en el torneo.
Al terminar la primera carrera y encontrarse con Amy. Tails explica que el símbolo que el vio pertenece a los Babilonios que eran expertos ladrones y que al enfurecer a los dioses, recibieron un castigo, pero que aún su máximo tesoro se encuentra escondido y esperando. Knuckles extrañado pregunta cómo es que un Gear puede flotar y después de una explicación que más que ayudar confunde más al equidna, Wave interrumpe con una risa y examinando la Gear de Sonic con más risas le ve el Gear personalizado por Tails para Sonic diciendo que ese tipo de Gear era raro, lo revisa y dice: "Me sorprende que alguien pueda competir con semejante basura", Tails al sentir el comentario decide que la mejor manera de demostrar a Wave lo que vale es derrotándola en la siguiente carrera, sin saber que activó una bomba en la tabla de Sonic para que gane Jet en su última carrera.
Ya por la noche Knuckles caminando por "Egg Factory" Se encuentra con Storm. Ambos comienzan a pelear resultando lastimado dos robots en medio de la discusión. Ambos deciden que la única manera de arreglarlo es en la pista.
Después Sonic practica sus maniobras para la última carrera y Jet cree que no es mucho, por eso le dice que con esas maniobras es mejor que se rinda.
Luego en la última carrera todos los participantes entregan las 7 esmeraldas, y cuando creían que Sonic ganará Wave uso la bomba, la tabla de Sonic se destruyó y Jet ganó la carrera Jet ve a Sonic tirado y le dice: "¡Ah que bien se siente la suciedad!", saca la llave antigua de los Babilonios y absorbe un poco de poder para activar la llave y de repente sale una isla flotante llamada Babylon Garden de repente Eggman le roba la llave y Amy lo acompaña sin que se dé cuenta se va a la isla y Sonic lo ve y va a la isla acompañado con Tails y Knuckles y van en el Tornado X Sonic ve a Eggman, cuando va a saltar va Tails lo detiene y le da otra tabla que se llama Blue Star II y Sonic salta y ve a Jet, Jet le dice a Sonic: "¡No podrás alcanzarme, quítate de mi camino!" y Sonic le dice: "¿Eso piensas?" y luego le dice: "¡Chequea esto, verás lo que es la velocidad!" cuando se acaba Sonic vence a Jet y cuando ve que Jet está tirado le dice: "Puedo volar sin alas", va encuentra a Eggman pero éste le tenía una sorpresa, tenía a Amy capturada, Sonic no sabe que hacer y luego usa su tabla y hace un tornado con lo que ataca a Eggman y éste sale volando, Sonic agarra la llave y se la da a Jet, él no lo puede creer, pero se va con su pandilla. Amy reclamándole a Sonic por tal acto, se enoja y Sonic no supo que decirle, Amy lo persigue con su martillo con intenciones de castigarlo.

### Babylon
Un día en su dirigible los Babylon Rogues son visitados por Eggman, este les cuenta que hay unas Esmeraldas Caos (Chaos Emeralds), Eggman les da la misión de conseguir las 7 Esmeraldas Caos, pero les dice que hay un erizo que no les facilitará para nada las cosas llamado Sonic the Hedgehog que es la cosa más rápida viva, a lo que Jet responde: "Tal vez el sea el más rápido en tierra". Esa misma noche roban una Esmeralda Caos en Metal City, donde se encuentran a Sonic, Miles "Tails" Prower y Knuckles, ellos intentan que no se roben la Esmeralda, pero consiguen escapar.
A la noche del día siguiente Jet participa en una carrera en Night Chase, saliendo victorioso Jet, al día siguiente Wave se encuentra a Sonic, Tails, Knuckles y Amy Rose(o simplemente Amy), riéndose de lo que acababa de hacer Knuckles a esta le entra curiosidad por ver el Extreme Gear de Sonic, al revisarlo piensa que no está nada mal para un principiante, pero no se podía arriesgar y le coloco una bomba, al terminar de revisarlo ella dice que no se imaginaba como alguien podía ganar una carrera con semejante pedazo de basura, después de eso Tails se enfurece, Wave tiene una carrera con Amy, Wave sale victoriosa, Storm vuelve al dirigible y se dirige a la oficina de Jet, diciéndole que perdió en la carrera contra Knuckles, enseguida llega Wave diciendo si no conoce el tocar antes de entrar, después de eso se ponen a pelear y que no tuvo ni idea de lo que es manejar un Extreme Gear y Jet los detiene, le da una misión a Storm de averiguar que es lo que trama Eggman y lo manda a revisar a Ice Factory diciéndole que no se atreva a volver si no obtiene nada, al salir Storm cierra la puerta con tal fuerza que el retrato de la pared de Jet se cae sobre el a lo que Jet responde refunfuñando y pateando su escritorio.
Antes de la siguiente carrera aparecen Jet y Wave en un bosque, Wave se empieza a preocupar porque Storm todavía no ha vuelto, Jet le responde diciéndole que se relaje, ella le dice que como el líder él tiene que cumplir sus responsabilidades, pero Jet durante el discurso de Wave no le presta atención y le cambia la voz en la mente, en eso ve a Sonic practicando para la carrera siguiente y le dice que con esas maniobras es mejor que se vaya a casa. Después Jet se va a su carrera.
Al día siguiente en Sand Ruins, Storm vuelve de su búsqueda y le da a Jet un diario, que pertenece a Eggman, en él dice que ha estado usando a Jet para llegar al legendario Babylon Garden, en eso Jet dice que ya no importa, que a él no le importa dominar al mundo, pero Wave dice que ese tesoro podría ser más valioso que el Oro o Plata, entonces Jet se imagina bañado en un montón de dinero, en eso recibe la llamada para la carrera final en Dark Desert.
Después de haber ganado la carrera y haber salido Babylon Garden, Wave, Storm, Knuckles y Tails se encuentran en Babylon Garden en eso se ponen a pelear, pero después llegan los robots de Eggman intentando destruir a los 4, en eso deciden mejor irse de ahí, y libran una carrera en Sky Road, luego de eso Wave ve a Jet rechazando la gema y ella se la quita diciendo que un tesoro es un tesoro, los 3 Babylon Rogues se fueron a la entrada del templo y Jet uso la gema para abrir la puerta, cuando ellos entraron, se encontraron al guardián de Babylon, al oír el grito del guardián Sonic y sus amigos entraron al templo donde él tuvo que librar una carrera decisiva contra el guardián, al final de que Sonic lo derrota cae un cofre que Jet y Sonic abren, en eso llega el Dr.Eggman apuntándoles con 2 armas reclamándoles el tesoro, Jet le entrega el tesoro a Eggman, Eggman descubre que el tesoro era una alfombra que al haber dicho el que había hecho tanto por ese pedazo de basura termina noqueado, Tails al ver esto se queda sorprendido y se pone a revisar la alfombra diciendo que no es sólo un pedazo de fábrica, al oír esto Jet usa la gema y todos descubren que esa era una alfombra mágica (Magic Carpet) y que vuela, a lo que Sonic respondió que sólo pensaba que existían en los cuentos.
Después de todo eso Jet y Sonic dejan Babylon Garden se ponen a hablar y Jet le dice a Sonic que se prepare para su próxima confrontación, después de eso se va cada quien con su Extreme Gear, Jet aparece diciendo: "¡puede que seas el más rápido del mundo, pero volveré, Sonic The Hedgehog!".

## Personajes
- Sonic the Hedgehog
- Miles "Tails" Prower
- Knuckles the Echidna
- Jet the Hawk
- Wave the Swallow
- Storm the Albatross
- Amy Rose
- Dr.Eggman (Termina la historia Babylon en el Modo Historia)
- Shadow the Hedgehog (Termina la historia Héroes en el Modo Historia)
- Rouge the Bat (Termina la historia Héroes en el Modo Historia)
- Cream the Rabbit (Termina la historia Héroes en el Modo Historia)
- E-10000G (Acumula 20 horas de juego)
- E-10000R (Acumula 50 horas de juego)
- Ulala (Termina las misiones de Storm, Wave y Jet)
- Nights (Termina las misiones de Storm, Wave y Jet)
- Aiai (Termina las misiones de Storm, Wave Y Jet)
- Super Sonic (Se consigue obteniendo todos los emblemas de oro en el Modo Misión)

## Equipos
- Team Sonic : Sonic, Tails y Knuckles
- Babylons Rogues : Jet, Wave y Storm
- Dark Team : Shadow y Rouge
- Team Rose : Amy y Cream
- Eggman : E-1000R, E-1000G y Dr. Eggman
- Sega Team : Ulala, Nigths y Aiai

## Pistas
- Metal City/Night Chase

- Splash Canyon/Red Canyon

- Egg Factory/Ice Factory

- Green Cave/White Cave

- Sand Ruins/Dark Desert

- Babylon Garden/Sky Road

- Digital Dimension/Babylon Guardian

- SEGA CARNIVAL/SEGA ILLUSION

## Curiosidades
- Opa-opa, de Fantasy Zone, aparece como tabla y como enemigo en Sega Illusion.
- Nights, de NIGHTS Into Dreams, aparece como personaje desbloqueable, tiene una tabla basada en su personaje. Una zona de Sega Carnival y otra de Sega Illusion también se basan en dicho juego.
- Aiai, de Super Monkey Ball, aparece como personaje desbloqueable, tiene una tabla basada en su personaje. Una zona de Sega Carnival también se basa en dicho juego.
- Ulala, de Space Channel 5, aparece como personaje desbloqueable, tiene una tabla basada en su personaje. Una zona de Sega Illusion también se basa en dicho juego.
- Una zona de Sega Illusion está basada en ChuChu Rocket!.
- Una tabla y una zona de Sega Carnival están basadas en Crazy Taxi. El propio taxi y el taxista te pueden llevar a lo largo de dicha zona.
- Una zona de Sega Carnival está basada en Samba de Amigo.
- Una zona de Sega Carnival está basada en Billy Hatcher.
- Hay dos motos desbloqueables de los juegos Hang On y Super Hang On, que incluyen melodías de dichos juegos.